# Alexander Steel
Alexander "Sandy" Steel (Newmilns, 25 juli 1886 - 1954) was een Schots voetballer.

## Voetbal
Steel begon zijn loopbaan bij Ayr FC. Vervolgens speelde hij voor Manchester City en Tottenham Hotspur. Van 1911 to 1913 was Steel als aanvaller actief voor FC Barcelona. Met de Catalaanse club won hij tweemaal de Copa de los Pirineos (1912, 1913). Hij speelde bij Barça samen met onder meer Paulino Alcántara, Manuel Amechazurra, George Pattullo en Walter Rositzky. Na periodes bij Kilmarnock FC en Southend United FC beëindigde Steel in 1920 bij Gillingham FC zijn loopbaan als voetballer.

## Eerste Wereldoorlog
Steel vocht aan geallieerde zijde in de Eerste Wereldoorlog.